# Jurij Tiškov
Jurij Ivanovič Tiškov (in russo Юрий Иванович Тишков?; Mosca, 12 marzo 1971 – Mosca, 11 gennaio 2003) è stato un procuratore sportivo e calciatore russo, di ruolo attaccante.

## Biografia
Dopo aver lasciato l'attività agonistica nel 1998, aveva intrapreso la carriera di procuratore sportivo. È stato assassinato, molto probabilmente per cause legate al suo lavoro, l'11 gennaio 2003 a Mosca e il suo omicidio è rimasto insoluto.

## Palmarès

### Club

#### Competizioni nazionali
- Coppa di Russia: 1

Dinamo Mosca: 1994-1995